# Naoki Išikawa
Naoki Išikawa (japonsky: 石川直樹 Išikawa Naoki; * 30. června 1977 Tokio) je japonský fotograf, spisovatel, objevitel a horolezec.

## Životopis

### Studium
Od mateřské školy po střední školu trávil čas v Gjosei Gakuenu. V září 2001 promoval na Univerzitě Waseda, Literární fakulta II, obor historie a folklor. Získal titul bakalář umění (literatura). V roce 2005 ukončil magisterský kurz na Graduate School of Fine Arts na Tokijské univerzitě múzických umění. Získal magisterský titul (výtvarné umění). V březnu 2008 ukončil doktorský program na Graduate School of Fine Arts, Tokyo University of the Arts, kde získal doktorský titul v oblasti umění.

### Fotograf
Zajímá se o oblasti, jako je antropologie a folklór, a nadále prezentuje díla na téma pohyb a cestování. Je vnukem spisovatele Juna Išikawy. Od roku 2008 do roku 2015 byl zvláštním výzkumným pracovníkem na Institutu umělecké antropologie Tama Art University. V roce 2009 se stal na částečný úvazek lektorem na Fakultě sociologie Rikkjo University. V letech 2010-2012 působil jako recenzent knih Asahi Šimbun. Od roku 2018 vyučuje na částečný úvazek na Nihon University College of Art, katedra fotografie. Od roku 2021 je hostující profesor na katedře fotografie na Osaka University of Arts.
Mezi hlavní samostatné výstavy patří „JAPONÉSIA“ Japan House São Paulo, Muzeum Oscara Niemeyera (Brazílie/2020-2021). "Zachycení mapy světla této planety" Art Tower Mito, Muzeum umění města Niigata, Muzeum Ičihara Lakeside Museum, Muzeum umění prefektury Koči, Muzeum umění Kitakjušu, Galerie umění Tokyo Opera City (2016–2019). "K2" CHANEL NEXUS HALL (Tokio/2015), "ARCHIPELAGO" Okinawa Prefectural Museum of Art (Okinawa/2010) a další. Jeho díla jsou ve sbírkách Muzea současného umění Tokio, Tokijského fotografického muzea, Jokohamského muzea umění, Prefekturního muzea umění Okinawa atd. Mezi jeho poslední publikace patří STREETS ARE MINE (Jamato Šobo) a MOMENTUM (Seidoša).

## Životopis
- 30. června 1977 se narodil v Šibuya Ward v Tokiu.
- Květen 1998 – výstup na Denali (dříve McKinley, 6 194 m / USA).
- Červenec 1999 – sólový výstup na Elbrus (5 642 m/ Rusko).
- Srpen 1999 – sólový výstup na Kilimandžáro (5 895 m/ Tanzanie).
- 2000 - Vybrán jako zástupce Japonska v projektu " Pole to Pole 2000" plánovaném kanadským dobrodruhem Martinem Williamsem. Od 5. dubna do 31. prosince cestovali od severního pólu k jižnímu pólu s lidskou silou, jako je lyžování, cyklistika, jízda na kajaku a chůze, společně s mladými lidmi ze sedmi zemí světa. Podrobnosti o expedici lze nalézt v knížce „Těm, kteří zdědí tuto zemi“ (2015 / Chikuma Šobo).
- 4. ledna 2001 - výstup na Vinsonský masiv (4 897 m / Antarktida). Po skončení "Pole to Pole 2000", výzva zůstat sám v Antarktidě.
- 25. ledna 2001 - sólový výstup na Aconcaguu (6 960 m/ Argentina).
- Březen 2001 - výstup na Kosciuszku (2 230 m/ Austrálie).
- 23. května 2001 – výstup na Mount Everest [Northern Ridge] (8 848 m/ Tibet). Překonal rekord Kena Nogučiho (25 let, 265 dní) jako nejmladší člověk, který zdolal nejvyšší vrcholy sedmi kontinentů (23 let, 327 dní). (Aktualizováno v roce 2002 Acuši Jamadou (23 let a 9 dní)[2].
- Září 2001 - Absolvoval katedru literatury na univerzitě Waseda.
- 2004 - Přestože doprovázel Mičio Kanda a pokusil se přeletět Tichý oceán horkovzdušným balónem, vzdal se letu v bodě vzdáleném 1600 km od Japonska a přistál na vodě. Podrobnosti o expedici lze nalézt v knížce „Poslední dobrodruh“ (2008 / Šueiša).[3]
- 28. září 2005 - Dopravní nehoda poblíž Calafate , Argentina. Cestující Sakiko Ojamada zemřela[4].
- 2005 - Dokončil magisterský kurz na Tokijské univerzitě umění Graduate School of Fine Arts (středně pokročilý obor výtvarného projevu).
- Březen 2008 – dokončil doktorský program na Graduate School of Fine Arts Tokijské univerzitě múzických umění. Doktorská práce "Kultury souostroví v Tichomoří": Z pohledu mytologie a kultury napříč mořem na ostrovech jihovýchodní Asie a v oblasti Beringova moře“ (Oblast výzkumu: Advanced Artistic Expression)
- Květen 2008 - Obdržel 39. cenu za kulturu vydavatelství Kodanša (NEW DIMENSION/2007 / Akakaša, POLAR/2007 / Little More)
- 21. listopadu 2008 – obdržel 6. cenu Takešiho Kaiko za literaturu faktu (The Last Adventurer/2008/ Šueiša).[5]
- 16. března 2011 - Obdržel 30. Cenu Kena Domona (CORONA / 2010 / Seidoša).[6]
- 20. května 2011 – Druhý výstup na Everest [Southeast Ridge] (8 848 m / Nepál, Himalayan Experience Corps).[7][8][9]
- Květen 2012 – Cílem byl výstup na Lhoce (8 516 m / Nepál), ale stáhl se kvůli častým pádům skal a zhroucení trasy kvůli abnormálně vysokým teplotám (Himalayan Experience Corps).[10][11]
- 30. září 2012 - výstup na Manaslu (8 163 m / Nepál, Himalayan Experience Corps)[12][13][14]
- 17. května 2013 - výstup na Lhoce (8 516 m / Nepál, Himalayan Experience Corps).[15][16][17]
- 25. května 2014 - výstup na Makalu (8 463m / Nepál, Himalayan Experience Corps).[18][19][20]
- Květen 2015 – K2 (8 611 m / Pákistán) a Broad Peak (8 047 m / Pákistán) měly za cíl výstup, ale byly zablokovány častými lavinami a stáhly se (Himalayan Experience Corps).[21][22][23]
- Květen 2016 - Denali (dříve známý jako McKinley, 6 194 m / USA) výstup poprvé po 18 letech podruhé sólo.
- 1. listopadu 2018 - Výstup na Ama Dablam (6 856 m / Nepál).
- 25. července 2019 - Výstup na Gašerbrum II (8 035 m / Pákistán).
- Březen 2020 - Cena Fotografické společnosti Japonska pro nejlepšího spisovatele (EVEREST/2019/ CCC Media House, Marebito / 2019 / Šogakukan)
- 9. dubna 2022 - Výstup na Dhaulagiri (8 167 m / Nepál).
- 7. května 2022 - Výstup na Kančendžengu (8 586 m / Nepál).
- 22. července 2022 - Výstup na K2 (8 611m / Pákistán).
- 29. července 2022 – Výstup na Broad Peak (8 051 m / Pákistán).
- 28. září 2022 - Manaslu (8 163 m / Nepál) Druhý výstup po deseti letech.

## Publikace

### Fotoalba
- POLE TO POLE, Vítr, který spojuje polární kruhy (2003/10, Chuokoron Šinša) ISBN 978-4120034473
- THE VOID (2005/9, Knee High Media Japan) ISBN 978-4931407602
- NEW DIMENSION (2007/10/1, Akaakaša) ISBN 978-4903545189
- POLAR (2007/11/16, Ritorumoa) ISBN 978-4898152256
- VERNACULAR (2008/12/25, Akaakaša) ISBN 978-4903545394
- Mt.Fuji (2008/12/22, Ritorumoa) ISBN 978-4898152560
- ARCHIPELAGO (2009/11/26, Šúeiša) ISBN 978-4087814330
- CORONA (2010/12/13, Seidoša) ISBN 978-4791765829
- Lhoce (2013/10/18, SLANT)[16] ISBN 978-4907487003
- Qomolangma (2014/2/20, SLANT)[2] ISBN 978-4907487041
- Manaslu (2014/9/15, SLANT)[14] ISBN 978-4907487058
- Poloostrov Kunisaki (2014/9/26, Seidoša) ISBN 978-4791768097
- Makalu (2014/9/30, SLANT)[19] ISBN 978-4907487072
- Vlasy (2014/10/1, Seidoša) ISBN 978-4791768240
- SACHALIN (2015/4/25, Amana) ISBN 978-4865870985
- Laguna a Satojama (2015/7, Seidoša) ISBN 978-4-7917-6871-4
- K2 (2015/12/13, SLANT)[22] ISBN 978-4907487089
- DENALI(2016/9, SLANT) ISBN 978-4907487102
- Poloostrov Širetoko(2017/8/25, Hokkaido Šimbun) ISBN 978-4894538733
- Svalbard(2017/10, SUPER LABO) ISBN 978-4908512094
- Rjúsei no šima(2018/5/8, SUPER LABO) ISBN 978-4908512254
- Ama Dablam(2019/1/12, SLANT) ISBN 978-4-907487-11-9
- Naoki Išikawa – The Himalayas (2019/1,TOO MUCH Magazine)
- Mapa světla hvězd (2019/1/29, Ritorumoa) [Hokkjoku kabá] ISBN 978-4-89815-499-1, Nankjoku kabá, ISBN 978-4-89815-500-4
- Gašerbrum II (2019/11/10, SLANT) ISBN 978-4-907487-12-6
- Marebito(2019/11/22, Šogakukan) ISBN 9784096823064
- EVEREST(2019/12/1, CCC Media House) ISBN 978-4-484-19240-6
- EVEREST / K2(2019/12/1, CCC Átorabo)
- SHERPA(2020/10/16, TOO MUCH Magazine＋THE NORTH FACE)
- Tokio, město, kde jsem se narodil (2020/12/21, Eland Press) ISBN 978-4908440090
- Poloostrov Oku-Noto(2021/12/27, Seidoša) ISBN 978-4791774302
- STREETS ARE MINE(2022/2/2, Jamato Šobo) ISBN 978-4479393641
- MOMENTUM(2022/3/24, Seidoša) ISBN 978-4791774517

### Ostatní
- Těm, kteří zdědí tuto Zemi - Všechny záznamy o lidsky poháněném pozemském podélném projektu "P2P" (2001/5, Kodanša) ISBN 978-4062107433 (2002/7, Kodanša + α Bunko) ISBN 978-4062566377 (2015/6, Chikuma Šobo) ISBN 978-4062566377 (2015/6, Chikuma Šobo, brožované vydání) ISBN 978-4480429391
- Jídelní stůl jménem země (2003/7, Kazuken Publishing) ISBN 978-4410138935
- Nahrazení veškerého vybavení moudrostí (2005/9, Šobunša) ISBN 978-4794966810 (2009/11, Šueiša Bunko) ISBN 978-4087465006
- Dobrodružství bytí naživu (2006/4, Theoryša) ISBN 978-4-652-07816-7
- Poslední dobrodruh (2008/11, Šueiša)[3] ISBN 978-4087814101 (2011/9, Šueiša Bunko) ISBN 978-4087467420
- Climbing Mount Fuji (2009/12, Vzdělávací drama) ISBN 978-4774611471
- For Everest Little more to the top of the world(2011/8, Little More)[9] ISBN 978-4898153178
- The adventure of being alive now, (Dobrodružství být naživu, Yorimiči Pan! Se) (2011/10, East Press) ISBN 978-4781690100
- Jdi se podívat do světa. (2012/1, Little More) ISBN 978-4898153284
- Bangladéš (2014/3, KAISEISHA) ISBN 978-4036481217
- Filipíny (2015/3, Kaiseiša) ISBN 978-4036482009
- Moje nástroje (2016/1, Heibonša) ISBN 978-4582836974
- Na Dálný sever (2018/3, Mainiči Šimbun Publishing) ISBN 978-4620324289
- The adventure of being alive now, (Dobrodružství být naživu) rozšířené nové vydání (Yorimiči Pan! Se, 2019/5, Šinyoša) ISBN 978-4788516144
- Himalaya Daibouken Ohanaši Wonder vydání z října 2018 (2018/10, Sekaibunkaša)
- Nejvyšší hora na Aljašce Tante no Fušigi duben 2020 (2020/3, Fukukan Šoten)
- Sherpa's Polpa lezení Mount Everest (2020/5, Iwanami Šoten) ISBN 9784001126907
- Výstup na horu Fuji (rozšířené vydání, 2020/5, Alice Hall) ISBN 9784752009337
- Jukongawa Daibouken Ohanaši Wonder (2020/7, Sekai Bunkaša)
- Sherpa's Polpa Cordyceps and Big Yak (2020/5, Iwanami Šoten) ISBN 9784001126945
- Vytváření souhvězdí na zemi (2020/11, Šinchoša) ISBN 9784103536918
- Na Dálný sever (2021/07, Mainiči Šimbun Publishing) ISBN 978-4620210360
- Jdu za přítelem Šerpou – Everest Kaido Nisši 2021 (2021/09, Seidoša) ISBN 978-4791774067
- Sherpa's Polpa lezení na horu Marsu (2022/01, Iwanami Šoten) ISBN 978-4001126983
- Cesta napříč Zemí, od severního pólu k jižnímu pólu (Many Wonders květen 2022) (2022/04, Fukukan Šoten)

### Jako spoluautor
- "Umění, které řeže a otevírá člověka - Když nepohodlí získá tvar" Naoki Išikawa, Motojuki Šitamiči, Misako Ičimura, Ičiro Endo, Lieko Shiga, text: Fudžuki Jamakawa, Tadasu Takamine, Kodori Mitamura, Mizuki Takahaši (2010/8, Firumuáto-ša) ISBN 978-4845910496
- To je ta kniha vyd. Nacuki Ikezawa 2010/11/19, Iwanami Šoten）ISBN 9784004312802
- "Eureka, leden 2012 Zvláštní vydání = Naoki Išikawa, Duše běží z Everestu do zadní uličky" Naoki Išikawa / Daidó Morijama / Funšo Hattori / Masatoši Naito / Ito Tošiharu (2011/12, Seidoša) ISBN 978-4791702329
- „Nejlepší esej roku 2013“ vydaná Asociací japonských spisovatelů (2013/6/1, Micumura Tošo Publishing) ISBN 978-4-89528-688-6
- "Cuneiči Mijamoto Photography" od Naoki Išikawa / Isao Sudo / Koiči Akagi / Akihiro Hatanaka / Cuneiči Mijamoto (2014/8), Heibonša) ISBN 978-4582634938
- EYESCREAM+ 2017, zvláštní vydání z ledna 2019: Naoki Išikawa - Hraniční přechod na této planetě (2016/12/16, Supēsushawānettowāku)

### Překlady
- „Série Kagaku no Tobira Všichni cestujeme“ od Laury Knowles/Chris Madden, přeložil Naoki Išikawa (2019/7/4) ISBN 978-4-06-513455-9

## Vystoupení v televizi a rádiu
- 10. prosince 2000 MBS "Jonecu Tairiku"
- 18. srpna 2009 NHK "Perspektivy / body problému" Co mě naučily dětské fotografie
- 2. prosince 2009 NHK-BS "Nejlepší cestopis na světě" Největší ostrov korálových útesů na světě ~ Vánoční ostrov Kiribati
- 8. února 2014 NHK-BS "Pozemští dobrodruzi; Fotografie prapůvodních Himalájí"
- 13. září 2014 TBS; Samostatný ročník Asa tajný deník, Zakryjte zlaté vejce! Tokijská univerzita umění
- 13. dubna 2016 NHK; Názory / Body diskuse, Cestovní nástroje
- 15. srpna 2018 NHK-BS „Sto slavných hor v jiném světě – záhadné příběhy vyprávěné zkušenými“
- 22. února 2019 NHK Radio 1 "Suppin!" Osobnost: Geničiro Takahaši
- 1. května 2019 NHK Radio 1 / NHK-FM " Rádio Půlnoční let " Diskuse: Nacuki Ikezawa, Naoki Išikawa
- 27. června 2020 BS-TBS „Dokument J“ Kráčet časem této Země - fotograf Naoki Išikawa
- 14. srpna 2021 NHK "SWITCH Interview Experts" Naoki Išikawa a Šinro Ohtake